# Colin Cunningham
Colin Alexander Cunningham (nascut el 1966) és un actor de televisió i de cinema estatunidenc. Cunningham és conegut pels seus papers com a John Pope a la sèrie de ciència-ficció de TNT Falling Skies  i com a major/Tinent Coronel Paul Davis a Stargate SG-1 i Stargate Atlantis.

## Carrera
Cunningham va començar la seva carrera d'actor quan un amic el va desafiar a fer una audició per a un paper en una convocatòria pública de càsting. Va formar part de la companyia fundadora de l'Open Fist Theatre Company, i va estudiar direcció a la Vancouver Film School.
Va tenir un paper recurrent a Stargate SG-1 com a major de la USAF Paul Davis (15 episodis). Un altre paper important va ser la seva interpretació de Brian Curtis, un policia corrupte, a la popular i premiada sèrie canadenca Da Vinci's Inquest. Reprèn el paper de Brian Curtis a la sèrie seqüela del 2006, Da Vinci's City Hall. Va aparèixer com Steven Lefkowitz a la curta durada jPod i en diversos episodis de The L Word. Altres aparicions inclouen la sèrie canadenca Flashpoint i a Sanctuary, on interpreta el marit d'un biòleg amic d'Henry Foss. El seu paper més notable és com a John Pope a Falling Skies.
Va protagonitzar un activista anti-clon anomenat Tripp al thriller del 2000 The 6th Day, i com el personatge de McCabe a la pel·lícula de 2005 Elektra.
Va escriure, dirigir i protagonitzar un curtmetratge titulat Centigrade, un thriller contemporani. Va ser el guanyador del premi Kick Start 2007< i el 2008 va formar part de la "llista curta" per a una nominació a l'Oscar.
A més d'actuar, ha dirigit nombrosos vídeos musicals per a Country Music Television (CMT). Toca el saxo tenor i és líder de la banda de funk/soul WHAT-THE-FUNK!, que es va formar el 2013.

## Filmografia
| Any  | Títol                                                       | paper             | Notes        |
| ---- | ----------------------------------------------------------- | ----------------- | ------------ |
| 1995 | Hard Evidence                                               | Dietrich          |              |
| 1998 | Zacharia Farted                                             | Michael Bates     |              |
| 2000 | The Silencer                                                | Hale Bryant       |              |
| 2000 | Best in Show                                                | New York Butcher  |              |
| 2000 | The 6th Day                                                 | Tripp             |              |
| 2001 | Antitrust                                                   | Building 20 Guard |              |
| 2003 | Stealing Sinatra                                            | John Foss         |              |
| 2004 | The 30 Second Guaranteed Foolproof Ancient Cantonese Method | Smoker            | Curtmetratge |
| 2005 | Elektra                                                     | McCabe            |              |
| 2005 | Say Yes                                                     | The Pool Shark    | Curtmetratge |
| 2006 | Incident at Alma                                            | Reverend Wilkens  | Curtmetratge |
| 2006 | Insider Trading                                             | Thomas Reid       | Curtmetratge |
| 2006 | The Entrance                                                | Officer Banks     |              |
| 2007 | Human Resources                                             | Gerald            | Curtmetratge |
| 2007 | Centigrade                                                  | Man               | Curtmetratge |
| 2007 | Breakfast with Scot                                         | Billy             |              |
| 2011 | Afghan Luke                                                 | Christer          |              |
| 2011 | Rise of the Damned                                          | Zan               |              |
| 2012 | Goal!                                                       | Commentator       | Curtmetratge |
| 2014 | Guardian Angel                                              | Gregor Sarkoff    |              |
| 2014 | The Historian                                               | Chris Fletcher    |              |
| 2017 | Little Pink House                                           | Billy Von Winkle  |              |
| 2021 | Bashira                                                     | John Cavanaugh    | [ 8 ]        |
| 2024 | Horizon: An American Saga                                   |                   |              |

| Year       | Títol                                                           | Paper                                  | Notes                                                                |
| ---------- | --------------------------------------------------------------- | -------------------------------------- | -------------------------------------------------------------------- |
| 1994       | For the Love of Nancy                                           | Intern                                 | Telefilm                                                             |
| 1995       | The Commish                                                     | Morris                                 | Episodi: "The Johnny Club"                                           |
| 1995       | The Marshal                                                     | Speedy                                 | Episodi: "The Ballad of Lucas Burke"                                 |
| 1995–96    | The X-Files                                                     | Various                                | 3 Episodis: "End Game", "731" i "Wetwired"                           |
| 1996       | Robin of Locksley                                               | Walter Nottingham                      | Telefilm                                                             |
| 1996       | The Outer Limits                                                | Professor George Ernst                 | Episodi: "Worlds Apart"                                              |
| 1996       | Captains Courageous                                             | Manuel                                 | Telefilm                                                             |
| 1997       | Volcano: Fire on the Mountain                                   | Stan Sinclair                          | Telefilm                                                             |
| 1997       | Hostile Force                                                   | Larry                                  | Telefilm                                                             |
| 1997       | Dead Fire                                                       | Cal Brody                              | Telefilm                                                             |
| 1997       | Five Desperate Hours                                            | Wesley Ballard                         | Telefilm                                                             |
| 1997–98    | Dead Man's Gun                                                  | Diversos                               | 2 Episodis: "The Impostor" and "Hangman"                             |
| 1998       | It's True                                                       | Sheriff                                | Episodi: "The Rats of Rumfordton (Pilot)"                            |
| 1998       | The Sentinel                                                    | Dr. Burke                              | Episodi: "Mirror Image"                                              |
| 1998       | Viper                                                           | Dr. Peter Markham                      | Episodi: "Trust No One"                                              |
| 1998       | The Net                                                         | Josh Brand                             | Episodi: "Lucy's Life"                                               |
| 1999       | The Crow: Stairway to Heaven                                    | Cardosa                                | Episodi: "Brother's Keeper"                                          |
| 1999       | Y2K                                                             | Ross Singer                            | Telefilm                                                             |
| 1999–2001  | Beggars and Choosers                                            | Herb Kolodny                           | 22 Episodis                                                          |
| 1999–2005  | Stargate SG-1                                                   | Major Paul Davis                       | 15 Episodis                                                          |
| 2000       | Final Ascent                                                    | Wayne                                  | Telefilm                                                             |
| 2000–01    | Big Sound                                                       | Nick Keester                           | 2 Episodis: "You Bet Your Ass" i "Developing the Negative"           |
| 2001       | Dead Last                                                       | Ray Varner                             | Episodi: "Pilot"                                                     |
| 2001       | Strange Frequency                                               | Jay the Music Agent                    | Episodi: "A Change Will Do You Good"                                 |
| 2001       | Dark Angel                                                      | Transhuman – DAC                       | Episodi: "Bag 'Em"                                                   |
| 2001       | UC: Undercover                                                  | Agent Roger Faraday                    | Episodi: "Nobody Rides for Free"                                     |
| 2001–02    | Cold Squad                                                      | Sean Ryerson                           | 3 Episodis: "All in the Family", "The Shed" i "Enough Is Enough"     |
| 2002       | Mysterious Ways                                                 | Mike Hughes                            | Episodi: "Friends in Need"                                           |
| 2002       | Mr. St. Nick                                                    | Agent Nardo                            | Telefilm                                                             |
| 2002–05    | Da Vinci's Inquest                                              | Det. Brian Curtis                      | 33 Episodis                                                          |
| 2003       | The Twilight Zone                                               | Seth                                   | Episodi: "The Path"                                                  |
| 2003       | Smallville                                                      | Nicky                                  | Episodi: "Insurgence"                                                |
| 2003       | Behind the Camera: The Unauthorized Story of Three's Company    | Steve                                  | Telefilm                                                             |
| 2003       | Out of Order                                                    | Executiu de televisió                  | Minisèrie                                                            |
| 2003       | Wilder Days                                                     | Car pirate/Makeshift                   | Telefilm                                                             |
| 2003       | Stealing Christmas                                              | Mail Security Guard                    | Telefilm                                                             |
| 2003–04    | Andromeda                                                       | Shig                                   | 2 Episodis: "Double or Nothingness" i "The Torment, the Release"     |
| 2004       | Star Trek: Phase II                                             | Capità Pike                            | Episodi: "The Protracted Man"                                        |
| 2004       | CSI: Miami                                                      | Ross Kaye                              | Episodi: "Stalkerazzi"                                               |
| 2004       | The L Word                                                      | Harry Samchuk                          | 2 Episodis: "Lawfully" i "Losing It"                                 |
| 2004       | The Chris Isaak Show                                            | Neil                                   | 2 Episodis: "Criminal Favors" i "Run Yola Run"                       |
| 2004–06    | The Collector                                                   | Narrador / Nuremberg Devil / The Devil | 23 Episodis                                                          |
| 2004, 2007 | The 4400                                                        | Ryan Powell                            | 2 Episodis: "Trial by Fire" i "Fear Itself"                          |
| 2005       | The Dead Zone                                                   | Pendragon                              | Episodi: "Broken Circle"                                             |
| 2005       | Reunion                                                         | Michael Duggan                         | Episodi: "1994"                                                      |
| 2005–06    | Da Vinci's City Hall                                            | Det. Brian Curtis                      | 8 Episodis                                                           |
| 2006       | Lesser Evil                                                     | Jon                                    | Telefilm                                                             |
| 2006       | Saved                                                           | Jack                                   | Episodi: "Code Zero"                                                 |
| 2006       | Behind the Camera: The Unauthorized Story of 'Diff'rent Strokes | Vic Perillo                            | Telefilm                                                             |
| 2007       | Masters of Horror                                               | Virgil                                 | Episodi: "We All Scream for Ice Cream"                               |
| 2007       | Psych                                                           | Marvin                                 | Episodi: "He Loves Me, He Loves Me Not, He Loves Me, Oops He's Dead" |
| 2007       | Men in Trees                                                    | Lawyer                                 | Episodi: "Chemical Reactions"                                        |
| 2007       | Eureka                                                          | Dr. Paul Suenos                        | Episodi: "Noche de suenos"                                           |
| 2008       | The Guard                                                       | Eric                                   | Episodi: "Coming Through Fog"                                        |
| 2008       | jPod                                                            | Steve Lefkowitz                        | 10 Episodis                                                          |
| 2008       | Stargate: Continuum                                             | Major Paul Davis                       | Video                                                                |
| 2009       | Stargate Atlantis                                               | Lt. Col Paul Davis                     | Episodi: "Enemy at the Gate"                                         |
| 2009       | The Crusader                                                    | Paul Weebler                           | Pilot                                                                |
| 2009       | Impact                                                          | David Rhodes                           | 2 Episodis: "Episodi #1.1" i "Episodi #1.2"                          |
| 2009       | Fireball                                                        | Tim Timmonds                           | Telefilm                                                             |
| 2009       | Sanctuary                                                       | Gerald                                 | Episodi: "Fragments"                                                 |
| 2010       | Goblin                                                          | Owen                                   | Telefilm                                                             |
| 2010       | Living in Your Car                                              | Neil Stiles                            | 13 Episodis                                                          |
| 2010       | Flashpoint                                                      | Roy Lane                               | 2 Episodis: "Unconditional Love" i "The Other Lane"                  |
| 2011       | Shattered                                                       | Jack                                   | Episodi: "Unaired Pilot"                                             |
| 2011–2015  | Falling Skies                                                   | John Pope                              | Repaertiment principal, 47 de 52 Episodis                            |
| 2012       | Perception                                                      | Gerard Permut                          | Episodi: "Pilot"                                                     |
| 2012       | The Eleventh Victim                                             | Cruise                                 | Telefilm                                                             |
| 2014       | Klondike                                                        | Swiftwater Bill                        | 3 Episodis: "Episodi #1.1", "Episodi #1.3" i "Episodi #1.5"          |
| 2014       | Fools for Hire                                                  | Det. Lacey                             | 3 Episodis: "Whores", "The C Word" i "This Is Gonna Go Viral"        |
| 2014       | Hell on Wheels                                                  | Gambler                                | Episodi: "Chicken Hill"                                              |
| 2014       | Rush                                                            | Tyle Duggans                           | Episodi: "Because I Got High"                                        |
| 2017       | Blood Drive                                                     | Julian Slink                           | Repartiment principal, 13 Episodis                                   |
| 2018       | Preacher                                                        | TC                                     | Temporada 3                                                          |